# 1975 en philosophie
Chronologie de la philosophie
- 1971
- 1972
- 1973
- 1974
- 1975
- 1976
- 1977
- 1978
- 1979

L’année 1975 a été marquée, en philosophie, par les événements suivants :

## Publications
- Michel Foucault: Surveiller et Punir

### Traductions
- Jakob Böhme :  Aurore naissante ou la Racine de la philosophie, traduit de l'allemand par Louis-Claude de Saint-Martin, Milan, 1975

## Décès
- 7 mars : Mikhaïl Bakhtine, philosophe russe, né en 1895, mort à 79 ans.
- 4 décembre : Hannah Arendt, philosophe américano-allemande, née en 1906, morte à 69 ans.